# Dypterygia confluens
Dypterygia confluens là một loài bướm đêm trong họ Noctuidae.